# ریئل پلیر
مجیک ایزو (به انگلیسی: RealPlayer) یک مدیا پلیر چندسکویی که قادر است تمامی فرمت‌های صوتی و تصویری را پخش نموده و هم این که به عنوان یک ایستگاه صوتی و تصویری فایل‌های آنلاین چندرسانه‌ای را پخش و اجرا نماید.

## امکانات
- امکان نمایش با بهترین کیفیت ممکن
- پشتیبانی از تقریباً تمامی فرمت‌های صوتی و تصویری
- قابلیت اجرای انواع دی‌وی‌دی فیلم‌ها
- قابلیت ضبط صدا
- امکان ذخیره فایل‌های چند رسانه‌ای آنلاین
- امکان اجرای ویدیوهای آنلاین
- مکان دریافت ویدیوهای سایت یوتیوب
- سازگاری با انواع مرورگرها